# Cmentarz żydowski w Izbicy Kujawskiej
Cmentarz żydowski w Izbicy Kujawskiej – kirkut powstały pod koniec XVIII wieku, położony na wzgórzu, przy ul. Nowomiejskiej 3/5. Około roku 1930 jego obszar powiększono. Cmentarz został zniszczony i zdewastowany przez Niemców w czasie okupacji hitlerowskiej, a dewastację kontynuowano także po wojnie (niektóre z macew wykorzystano do wybrukowania wybiegu dla bydła na terenie gminnej spółdzielni). Po 1945 r. na terenie kirkutu władze miasta zbudowały magazyny. Jedynym śladem po cmentarzu, na którym obecnie nie ma żadnych nagrobków, jest sosna rosnąca na porośniętym trawą wzgórzu.